# Otmar Suitner
Otmar Suitner (Innsbruck, 16 de Maio de 1922-Berlin,8 de janeiro de 2010) foi um maestro austríaco.

## Carreira
Otmar Suitner estudou no Conservatório de Innsbruck, estudando piano com Fritz Weidlich de 1940 até 1942 e também no Mozarteum em Salzburgo, estudando condução e piano com Clemens Krauss. De 1942 até 1944 ele foi assistente do Teatro Tiroler em Innsbruck. Posteriormente ele fez concertos como pianista, se apresentando em Viena, Roma, Munique e na Suíça. Em 1952, Suitner se tornou diretor musical em Remscheid. Em 1957 ele se tornou diretor musical geral da Orquestra Filarmônica do Estado Renânia-Palatinado (Deutsche Staatsphilharmonie Rheinland-Pfalz). De 1960 até 1964 ele foi o maestro chefe da Sächsische Staatskapelle Dresden. De 1964 até 1967 ele conduziu Der fliegende Holländer, Tannhäuser e Der Ring des Nibelungen no Festival de Bayreuth. De 1964 até 1971 e novamente de 1974 até 1991 Suitner foi o diretor muiscal da Ópera Estatal de Berlim. Ele também é o maestro honorário da Orquestra Sinfônica NHK de Tóquio. Em 1977 ele foi nomaedo Professor da Universidade de Música e Arte Dramática de Viena, posto que ocupou até 1990.

## Discografia
(seleção, ordenado alfabéticamente pelo nome do compositor)
- Beethoven: Die neun Sinfonien / Staatskapelle Berlin / 1980-83 / Solisten bei Sinfonie Nr. 9 Magdalena Hajossyova, Uta Priew, Eberhard Büchner e Manfred Schenk.
- Beethoven: Abertura de Egmont, Coriolan e Fidelio / Staatskapelle Berlin / 1984
- Beethoven: Abertura Leonore III, Die Geschöpfe des Prometheus / Staatskapelle Berlin / 1984
- Bizet: Sinfonie Nr. 1 (C-Dur) / Staatskapelle Dresden
- Brahms: Sinfonien 1-4 / Staatskapelle Berlin / 1984-86
- Bruckner: Sinfonien Nr. 1, 4, 5, 7, 8 / Staatskapelle Berlin / 1987-90
- Debussy: Prélude a l'aprèsmidi d'un faune / Staatskapelle Dresden
- Dessau: Einstein / Schreier, Adam, Büchner e outros / Staatskapelle Berlin / 1977
- Dessau: Leonce und Lena / gravação completa / Süß, Büchner, Nossek, Menzel, Schaller, Leib, Eisenfeld, Garduhn / Coro da Deutschen Staatsoper Berlin / Staatskapelle Berlin / 1980
- Dvořák: Die neun Sinfonien / Staatskapelle Berlin / 1977-81
- Eisler: Ernste Gesänge / Günter Leib / Staatskapelle Dresden
- Grieg: Drei Orchesterstücke op. 56 (zu „Sigurd Jorsalfar“) / Staatskapelle Berlin / 1976
- Grieg: Suite „Aus Holbergs Zeit“ op. 40 / Staatskapelle Berlin / 1976
- Grieg: Peer-Gynt-Suite Nr. 1 op. 46 / Bamberger Symphoniker / 1959
- Grieg: Peer-Gynt-Suite Nr. 2 op. 55 / Bamberger Symphoniker / 1959
- Händel: Acis und Galathea / Kunitachi College of Music / 1980
- Haydn: Sinfonie Nr. 100 („Militär-Sinfonie“) / Gewandhausorchester Leipzig / 1950-er?
- Humperdinck: Hänsel und Gretel / gravação completa / Springer, Hoff, Adam, Schreier / Staatskapelle Dresden / 1969
- Lanner: Waltzer, Hofball- und Steyrische Tänze und Die Schönbrunner / Staatskapelle Dresden / 1970
- Liszt: Orpheus Sinfonische Dichtung Nr.4 / Bamberger Symphoniker / 1957
- Liszt: Mazeppa Sinfonische Dichtung Nr.6 / Bamberger Symphoniker / 1957
- Lortzing: Die Opernprobe / gravação completa / Litz, Hirte, Lövaas, Marheineke, Gedda / Coro e orquestra da Bayerischen Staatsoper / 1974
- Mahler: Sinfonie Nr. 1 / Staatskapelle Dresden / 1962
- Mahler: Sinfonie Nr. 2 / Hajossyova, Priew / Staatskapelle Berlin / 1983
- Mahler: Sinfonie Nr. 5 / Staatskapelle Berlin / 1984
- Mozart: Le nozze di Figaro / gravação completa / Prey, Güden, Rothenberger, Berry, Mathis, Schreier, Vogel / Staatskapelle Dresden / 1964
- Mozart: Così fan tutte / gravação completa / Casapietra, Burmeister, Leib, Schreier, Geszty, Adam / Coro da Deutschen Staatsoper Berlin / Staatskapelle Berlin / 1969
- Mozart: Die Zauberflöte / gravação completa / Adam, Schreier, Geszty, Donath, Leib, Hoff, Kuhse, Vogel / Staatskapelle Dresden / 1970
- Mozart: Sinfonie Nr. 29, A-Dur, KV 201 / Staatskapelle Dresden
- Mozart: Sinfonie Nr. 39, Es-Dur, KV 543 / Staatskapelle Dresden / 1976
- Mozart: Sinfonie Nr. 40, g-Moll, KV 550 / Staatskapelle Dresden / 1976
- Mozart: Sinfonie Nr. 41, C-Dur, KV 551 (Jupiter) / Staatskapelle Dresden / 1974
- Mozart: Sinfonie Nr. 41, C-Dur, KV 551 (Jupiter) / NHK-SO Live in Tokio / 1982
- Pfitzner: Palestrina / gravação completa / Schreier, Lorenz, Nossek, Lang, Polster, Ketelsen, Garduhn, Trekel, Bär, Priew / Coro da Deutschen Staatsoper Berlin / Staatskapelle Berlin / 1986-88
- Schubert: Alfonso und Estrella / gravação completa / Mathis, Schreier, Fischer-Dieskau, Prey, Adam / Rundfunkchor Berlin / Staatskapelle Berlin / 1978
- Schubert: Sinfonie Nr. 1, 2, 3, 4, 5, 6, 7, 9 / Staatskapelle Berlin / 1983-86
- Schumann: Die vier Sinfonien / Staatskapelle Berlin / 1986-87
- Smetana: Die verkaufte Braut / gravação completa / Burmeister, Schlemm, Lange, Leib, Teschler, Adam / Staatskapelle Dresden
- Strauss: Salomé / gravação completa San Francisco House of Opera Live / Rysanek, Varnay, Nimsgern, Hopf / Orchester der Oper San Francisco / 1974
- Suppé: Die schönsten Ouvertüren / Staatskapelle Dresden / 1969
- Wagner: Tannhäuser / gravação completa / San Francisco House of Opera Live / Thomas, Rysanek, Napier, Stewart e outros / Orchester der Oper San Francisco / 1973 Berlin / Staatskapelle Berlin 1974

## Literatura
- Dirk Stöve: Meine herrliche Kapelle. Otmar Suitner und die Staatskapelle Berlin. Henschel-Verlag, Berlin 2002.
- Thomas Brezinka: Zeuge einer vergangenen Ära. Ein Portrait des Dirigenten Otmar Suitner. In: „Das Orchester“